# Robert Kulawick
Robert Kulawick (* 1. Februar 1986 in Berlin) ist ein deutscher Basketballspieler. Er bestritt insgesamt 299 Spiele in der Basketball-Bundesliga.

## Karriere
Robert Kulawick spielte zunächst Fußball. Mit zehn Jahren begann er bei den Marzahner Basket Bären mit Basketball, ehe er in die Jugend des TuS Lichterfelde wechselte. Für „TuSLi“, den damaligen Kooperationspartner des Bundesligisten Alba Berlin, absolvierte er in der Saison 2003/04 erste Einsätze in der 2. Bundesliga, in der Saison 2004/05 kamen Kurzeinsätze in der Bundesliga für Alba hinzu.
Er verließ seine Heimatstadt 2006 und wechselte zum Bundesligisten Eisbären Bremerhaven. Folgende Stationen waren SSV Lok Bernau und die Den Helder Seals in den Niederlanden. Zur Saison 2008/2009 wechselte er zurück in die Bundesliga, zur BG Göttingen, wo er vor allem als Dreierschütze hervorstach. Er wurde bei den Niedersachsen Liebling der Anhängerschaft, 2010 gewann er mit den „Veilchen“ den europäischen Vereinswettbewerb EuroChallenge. Nach drei Jahren in Göttingen wechselte Kulawick 2011 innerhalb der Bundesliga zu den New Yorker Phantoms Braunschweig. Er unterschrieb einen Zweijahresvertrag mit Option auf ein drittes Jahr. Nach seinem dritten Jahr bei Braunschweig wurde sein Vertrag nicht verlängert. Kulawick kehrte daraufhin zur BG Göttingen zurück, die gerade in die höchste deutsche Spielklasse zurückgekehrt war.
Nach der Saison 2015/16 verließ er die „Veilchen“ und schloss sich dem SSV Lokomotive Bernau an, der gerade in die 2. Bundesliga ProB aufgestiegen war. Zum Gang in die dritte Liga entschloss er sich, um in seiner Heimatstadt Berlin fortan seine außersportliche Karriere voranzutreiben. Nach dem Ende der Saison 2018/19 zog er sich vom Leistungssport zurück, um sich seinem Beruf als Lehrer zu widmen. 2021 wurde Kulawick sportlicher Berater bei Lokomotive Bernau, Ende Oktober 2021 kehrte er nach mehr als zweijähriger Pause bei den Brandenburgern aufs Spielfeld zurück und spielte bis zum Ende der Saison 2021/22.
Mit dem SV Empor Berlin nahm Kulawick später an Wettbewerben in der Altersklasse Ü35 sowie mit der Herrenmannschaft des Vereins am Spielbetrieb der 2. Regionalliga teil.